# Freestyle-Skiing-Weltmeisterschaften 2021
Die 19. Freestyle-Skiing-Weltmeisterschaften hätten ursprünglich in Zhangjiakou in der Volksrepublik China stattfinden sollen, konnten dort aber wegen der COVID-19-Pandemie nicht durchgeführt werden. Der daraufhin von der FIS bestimmte Ersatzort Calgary (Kanada) fiel aus demselben Grund aus.
Stattdessen finden die Wettkämpfe nun an drei verschiedenen Orten statt. Die Skicross-Rennen wurden vom 10. bis 13. Februar 2021 in Idre (Schweden) ausgetragen. Vom 8. bis 11. März standen in Almaty (Kasachstan) die Moguls- und Aerials-Wettbewerbe auf dem Programm, während die Slopestyle-, Halfpipe- und Big-Air-Wettbewerbe vom 10. bis 16. März in Aspen (USA) über die Bühne gingen.

## Medaillenspiegel
| Platz | Land                   |   |   |   |   |
| ----- | ---------------------- | - | - | - | - |
| 1     | Russischer Skiverband  | 4 | 2 | 3 | 9 |
| 2     | Schweiz                | 2 | 3 | 1 | 6 |
| 2     | Kanada                 | 2 | 3 | 1 | 6 |
| 4     | Volksrepublik China    | 2 | – | 1 | 3 |
| 4     | Schweden               | 2 | – | 1 | 3 |
| 6     | Frankreich             | 1 | 2 | 1 | 4 |
| 7     | Australien             | 1 | 1 | – | 2 |
| 8     | Neuseeland             | 1 | – | – | 1 |
| 9     | Vereinigte Staaten     | – | 3 | 3 | 6 |
| 10    | Kasachstan             | – | 1 | 2 | 3 |
| 11    | Japan                  | – | – | 1 | 1 |
| 11    | Vereinigtes Königreich | – | – | 1 | 1 |

## Ergebnisse Frauen

### Aerials
| Platz | Land | Sportlerin              | Punkte |
| ----- | ---- | ----------------------- | ------ |
| 1     | AUS  | Laura Peel              | 106,46 |
| 2     | USA  | Ashley Caldwell         | 101,74 |
| 3     | RSF  | Ljubow Nikitina         | 094,47 |
| 4     | AUS  | Danielle Scott          | 082,68 |
| 5     | BLR  | Hanna Huskowa           | 079,69 |
| 6     | CAN  | Marion Thénault         | 049,70 |
| 7     | USA  | Megan Smallhouse        | 082,21 |
| 8     | KAZ  | Schanbota Aldabergenowa | 081,36 |
| 9     | KAZ  | Akmarschan Kalmursajewa | 080,91 |
| 10    | UKR  | Olha Poljuk             | 076,86 |
| 11    | GER  | Emma Weiß               | 075,91 |
| 12    | UKR  | Anastassija Nowossad    | 056,75 |
|       |      |                         |        |
| 16    | SUI  | Carol Bouvard           |        |

Finale: 10. März 2021

### Big Air
| Platz | Land | Sportlerin            | Punkte |
| ----- | ---- | --------------------- | ------ |
| 1     | RSF  | Anastassija Tatalina  | 184,50 |
| 2     | RSF  | Lana Prussakowa       | 165,50 |
| 3     | CHN  | Eileen Gu             | 161,50 |
| 4     | CAN  | Megan Oldham          | 158,75 |
| 5     | NOR  | Sandra Eie            | 154,25 |
| 6     | ITA  | Silvia Bertagna       | 125,25 |
| 7     | FRA  | Tess Ledeux           | 113,75 |
| 8     | SUI  | Sarah Höfflin         | 079,25 |
|       |      |                       |        |
| 10    | AUT  | Lara Wallner          |        |
| 21    | GER  | Aliah Delia Eichinger |        |
| 23    | AUT  | Lara Wolf             |        |
| 24    | CHE  | Mathilde Gremaud      |        |

Qualifikation: 15. März 2021 

Finale: 16. März 2021

### Halfpipe
| Platz | Land | Sportlerin        | Punkte |
| ----- | ---- | ----------------- | ------ |
| 1     | CHN  | Eileen Gu         | 93,00  |
| 2     | CAN  | Rachael Karker    | 91,75  |
| 3     | GBR  | Zoe Atkin         | 90,50  |
| 4     | USA  | Hanna Faulhaber   | 86,75  |
| 5     | USA  | Brita Sigourney   | 86,25  |
| 6     | USA  | Devin Logan       | 79,25  |
| 7     | RSF  | Walerija Demidowa | 75,00  |
| 8     | JPN  | Saori Suzuki      | 73,00  |
| 9     | CAN  | Amy Fraser        | 69,50  |
| 10    | USA  | Svea Irving       | 67,75  |
| 11    | GER  | Sabrina Cakmakli  | 67,25  |

Qualifikation: 10. März 2021 

Finale: 12. März 2021, 13:00 Uhr

### Moguls
| Platz | Land | Sportlerin           | Punkte |
| ----- | ---- | -------------------- | ------ |
| 1     | FRA  | Perrine Laffont      | 82,11  |
| 2     | KAZ  | Julija Galyschewa    | 79,52  |
| 3     | RSF  | Anastassija Smirnowa | 79,41  |
| 4     | AUS  | Jakara Anthony       | 77,40  |
| 5     | JPN  | Hinako Tomitaka      | 76,45  |
| 6     | USA  | Kai Owens            |        |
| 7     | AUS  | Britteny Cox         | 77,03  |
| 8     | USA  | Jaelin Kauf          | 76,75  |
| 9     | RSF  | Wiktorija Lasarenko  | 76,28  |
| 10    | USA  | Hannah Soar          | 76,12  |
|       |      |                      |        |
| 23    | GER  | Sophie Weese         |        |
| 24    | GER  | Hanna Weese          |        |
| 27    | AUT  | Melanie Meilinger    |        |
| 28    | SUI  | Nicole Gasparini     |        |
| 29    | AUT  | Katharina Ramsauer   |        |
| 33    | GER  | Lena Mayer           |        |

Finale: 8. März 2021

### Dual Moguls
| Platz | Land | Sportlerin           |  |
| ----- | ---- | -------------------- |  |
| 1     | RSF  | Anastassija Smirnowa |  |
| 2     | RSF  | Wiktorija Lasarenko  |  |
| 3     | KAZ  | Anastassija Gorodko  |  |
| 4     | CAN  | Sofiane Gagnon       |  |
| 5     | USA  | Tess Johnson         |  |
| 6     | USA  | Hannah Soar          |  |
| 7     | FRA  | Perrine Laffont      |  |
| 8     | JPN  | Kisara Sumiyoshi     |  |
|       |      |                      |  |
| 24    | AUT  | Melanie Meilinger    |  |
| 26    | GER  | Sophie Weese         |  |
| 27    | GER  | Hanna Weese          |  |
| 28    | AUT  | Katharina Ramsauer   |  |
| 29    | SUI  | Nicole Gasparini     |  |
| 31    | GER  | Lena Mayer           |  |

Finale: 9. März 2021

### Skicross
| Platz | Land | Sportlerin               |
| ----- | ---- | ------------------------ |
| 1     | SWE  | Sandra Näslund           |
| 2     | SUI  | Fanny Smith              |
| 3     | FRA  | Alizée Baron             |
| 4     | SUI  | Talina Gantenbein        |
| 5     | CAN  | Courtney Hoffos          |
| 6     | FRA  | Marielle Berger Sabbatel |
| 7     | RUS  | Anastassija Tschirtkowa  |
| 8     | SWE  | Alexandra Edebo          |

Qualifikation: 10. Februar 2021, 13:15 Uhr 

Finale: 13. Februar 2021, 12:54 Uhr

### Slopestyle
| Platz | Land | Sportlerin           | Punkte |
| ----- | ---- | -------------------- | ------ |
| 1     | CHN  | Eileen Gu            | 84,23  |
| 2     | SUI  | Mathilde Gremaud     | 77,15  |
| 3     | CAN  | Megan Oldham         | 76,18  |
| 4     | FRA  | Tess Ledeux          | 74,95  |
| 5     | USA  | Marin Hamill         | 71,18  |
| 6     | GBR  | Kirsty Muir          | 63,23  |
| 7     | AUT  | Lara Wolf            | 52,71  |
| 8     | NOR  | Sandra Eie           | 52,21  |
|       |      |                      |        |
| 15    | GER  | Alia Delia Eichinger |        |
| 22    | AUT  | Laura Wallner        |        |

Qualifikation: 11. März 2021 

Finale: 13. März 2021

## Ergebnisse Männer

### Aerials
| Platz | Land | Sportler            | Punkte |
| ----- | ---- | ------------------- | ------ |
| 1     | RSF  | Maxim Burow         | 135,00 |
| 2     | USA  | Christopher Lillis  | 133,50 |
| 3     | RSF  | Pawel Krotow        | 127,50 |
| 4     | SUI  | Pirmin Werner       | 113,72 |
| 5     | RSF  | Ilja Burow          | 083,00 |
| 6     | UKR  | Dmytro Kotowskyj    | 082,00 |
| 7     | SUI  | Noé Roth            | 119,00 |
| 8     | USA  | Eric Loughran       | 119,00 |
| 9     | SUI  | Nicolas Gygax       | 119,00 |
| 10    | UKR  | Oleksandr Abramenko | 113,57 |
| 11    | SUI  | Andrin Schädler     | 111,37 |
| 12    | UKR  | Oleksandr Okipnjuk  | 084,96 |

Finale: 10. März 2021

### Big Air
| Platz | Land | Sportler           | Punkte |
| ----- | ---- | ------------------ | ------ |
| 1     | SWE  | Oliwer Magnusson   | 185,25 |
| 2     | CAN  | Édouard Therriault | 183,00 |
| 3     | SUI  | Kim Gubser         | 180,25 |
| 4     | USA  | Mac Forehand       | 180,00 |
| 5     | CAN  | Evan McEachran     | 178,75 |
| 6     | SUI  | Andri Ragettli     | 171,25 |
| 7     | USA  | Alexander Hall     | 166,75 |
| 8     | NOR  | Sebastian Schjerve | 164,25 |
| 9     | ESP  | Thibault Magnin    | 112,50 |
| 10    | SWE  | Jesper Tjäder      | 110,00 |
| 11    | FRA  | Antoine Adelisse   | 93,25  |
| 12    | NOR  | Birk Ruud          |        |
|       |      |                    |        |
| 14    | AUT  | Lukas Müllauer     |        |
| 22    | AUT  | Hannes Rudiger     |        |
| 32    | GER  | Vincent Veile      |        |
| 34    | AUT  | Julius Forer       |        |
| 36    | SUI  | Nils Rhyner        |        |
| 42    | GER  | David Zehentner    |        |
| 43    | SUI  | Colin Wili         |        |
| 46    | AUT  | Samuel Baumgartner |        |

Qualifikation: 15. März 2021 

Finale: 16. März 2021

### Halfpipe
| Platz | Land | Sportler          | Punkte |
| ----- | ---- | ----------------- | ------ |
| 1     | NZL  | Nico Porteous     | 94,20  |
| 2     | CAN  | Simon d’Artois    | 91,25  |
| 3     | USA  | Birk Irving       | 89,75  |
| 4     | USA  | Alex Ferreira     | 84,75  |
| 5     | USA  | Aaron Blunck      | 83,25  |
| 6     | SUI  | Rafael Kreienbühl | 71,50  |
| 7     | CAN  | Brendan MacKay    | 54,45  |
| 8     | FRA  | Kévin Rolland     | 49,00  |
| 9     | CAN  | Noah Bowman       | 42,00  |
| 10    | USA  | David Wise        | 30,75  |
|       |      |                   |        |
| 17    | AUT  | Andreas Gohl      |        |
| 18    | AUT  | Marco Ladner      |        |
| 20    | SUI  | Robin Briguet     |        |

Qualifikation: 10. März 2021 

Finale: 12. März 2021, 13:00 Uhr

### Moguls
| Platz | Land | Sportler          | Punkte |
| ----- | ---- | ----------------- | ------ |
| 1     | CAN  | Mikaël Kingsbury  | 87,36  |
| 2     | FRA  | Benjamin Cavet    | 82,43  |
| 3     | KAZ  | Pawel Kolmakow    | 82,23  |
| 4     | RSF  | Nikita Novitchki  | 81,34  |
| 5     | KAZ  | Dmitri Reicherd   | 78,47  |
| 6     | CAN  | Laurent Dumais    | 56,05  |
| 7     | SWE  | Ludvig Fjällström | 78,98  |
| 8     | FIN  | Olli Penttala     | 77,44  |
| 9     | FRA  | Sacha Theocharis  | 77,32  |
| 10    | USA  | Dylan Walczyk     | 77,20  |
|       |      |                   |        |
| 31    | SUI  | Marco Tadé        |        |

Finale: 8. März 2021

### Dual Moguls
| Platz | Land | Sportler                |  |
| ----- | ---- | ----------------------- |  |
| 1     | CAN  | Mikaël Kingsbury        |  |
| 2     | AUS  | Matt Graham             |  |
| 3     | JPN  | Ikuma Horishima         |  |
| 4     | CAN  | Brenden Kelly           |  |
| 5     | KAZ  | Dmitri Reicherd         |  |
| 6     | GBR  | Thomas Gerken Schofield |  |
| 7     | CAN  | Kerrian Chunlaud        |  |
| 8     | SWE  | Oskar Elofsson          |  |
|       |      |                         |  |
| 20    | SUI  | Marco Tadé              |  |

Finale: 9. März 2021

### Skicross
| Platz | Land | Sportler            |
| ----- | ---- | ------------------- |
| 1     | SUI  | Alex Fiva           |
| 2     | FRA  | François Place      |
| 3     | SWE  | Erik Mobärg         |
| 4     | GBR  | Oliver Davies       |
| 5     | CAN  | Reece Howden        |
| 6     | GER  | Niklas Bachsleitner |
| 7     | AUT  | Johannes Aujesky    |
| 8     | AUT  | Johannes Rohrweck   |

Qualifikation: 10. Februar 2021, 12:15 Uhr 

Finale: 13. Februar 2021, 12:30 Uhr

### Slopestyle
| Platz | Land | Sportler           | Punkte |
| ----- | ---- | ------------------ | ------ |
| 1     | SUI  | Andri Ragettli     | 90,65  |
| 2     | USA  | Colby Stevenson    | 89,55  |
| 3     | USA  | Alexander Hall     | 86,01  |
| 4     | GBR  | James Woods        | 84,76  |
| 5     | SUI  | Kim Gubser         | 81,78  |
| 6     | SWE  | Oliwer Magnusson   | 81,63  |
| 7     | NOR  | Birk Ruud          | 81,46  |
| 8     | CAN  | Evan McEachran     | 74,61  |
| 9     | NZL  | Finn Bilous        | 73,23  |
| 10    | SWE  | Jesper Tjäder      | 66,40  |
| 11    | CAN  | Max Moffatt        | 51,81  |
| 12    | FRA  | Antoine Adelisse   | 25,95  |
|       |      |                    |        |
| 19    | AUT  | Lukas Müllauer     |        |
| 28    | AUT  | Hannes Rudigier    |        |
| 30    | GER  | Vincent Veile      |        |
| 37    | GER  | David Zehentner    |        |
| 38    | AUT  | Julius Forer       |        |
| 45    | SUI  | Nils Rhyner        |        |
| 46    | AUT  | Samuel Baumgartner |        |

Qualifikation: 11. März 2021 

Finale: 13. März 2021

## Ergebnisse Mixed

### Aerials Teamwettbewerb
| Platz | Land | Sportler                                                                                       | Punkte |
| ----- | ---- | ---------------------------------------------------------------------------------------------- | ------ |
| 1     | RSF  | Ljubow Nikitina (91,65) Pawel Krotow (93,36) Maxim Burow (115,93)                              | 300,94 |
| 2     | SUI  | Carol Bouvard (66,46) Pirmin Werner (108,41) Noé Roth (118,59)                                 | 293,46 |
| 3     | USA  | Ashley Caldwell (103,03) Eric Loughran (88,94) Christopher Lillis (92,00)                      | 283,97 |
| 4     | BLR  | Hanna Huskowa (82,21) Makar Mitrafanau (90,31) Pawel Dsik (75,22)                              | 247,74 |
| 5     | UKR  | Anastassija Nowossad (82,84) Dmytro Kotowskyj (78,28) Oleksandr Abramenko (91,15)              | 252,27 |
| 6     | CAN  | Marion Thénault (87,06) Miha Fontaine (101,79) Lewis Irving (51,43)                            | 240,28 |
| 7     | KAZ  | Aqmarschan Qalmursajewa (61,39) Schanbota Aldabergenowa (76,12) Schersod Chaschirbajew (74,11) | 211,62 |

Finale: 11. März 2021